# ジャメイン・コットン
ジャメイン・コットン（Jamaine L. Cotton、1990年9月27日 - ）は、アメリカ領ヴァージン諸島セント・トーマス島出身の元プロ野球選手（投手）。

## 経歴
2010年のMLBドラフト15巡目で、ヒューストン・アストロズに入団。